# Toliara (provins)

Toliara (franska Tuléar) var den största av Madagaskars sex provinser. Huvudstaden var Toliara. Med en befolkning på 2 430 100 personer (2004) och en yta på 161 405 km² hade provinsen en befolkningstäthet på omkring 15 invånare per kvadratkilometer. Enligt en författningsändring etablerades en ny administrativ indelning utan provinser från oktober 2009.
Toliara låg på sydvästra Madagaskar, som har ett halvtorrt klimat, ofta med brist på nederbörd och således brist på dricksvatten. Befolkningen i detta område brukar under delar av året få kämpa mot svårigheterna att få tag i mat och vatten, samtidigt som gräshoppor, främst Schistocerca gregaria, som förstör skördarna blir allt vanligare. Under 2006 led exempelvis de södra distrikten av svält när den uttorkade marken inte kunde försörja befolkningen. På landsbygden där fattigdomen är stor fick många försöka äta sig mätta på blad och särskilda träds ätbara delar.

## Geografi
Provinsen gränsade till provinsen Antananarivo i nordöst, Fianarantsoa i öst och Mahajanga i norr.
Provinsen Toliara var indelad i fyra regioner (faritra) . Dessa fyra regioner var i sin tur uppdelade i ett antal distrikt (fivondronana). I oktober 2009 underordnades provinserna regionerna.
| - Androy - 2. Ambovombe-Androy - 5. Bekily - 6. Beloha - 21. Tsiombe - Anosy - 1. Amboasary - 11. Betroka - 18. Tolanaro - Atsimo Andrefana - 3. Ampanihy - 4. Ankazoabo - 8. Benenitra - 9. Beroroha - 10. Betioky - 15. Morombe - 17. Sakaraha - 19. Toliara II - 20. Toliara I | - Menabe - 7. Belon'i Tsiribihina - 12. Mahabo - 13. Manja - 14. Miandrivazo - 16. Morondava |